# Chopper (elektronica)
Een chopper of hakker is een elektromechanisch apparaat of een elektronische schakeling waarmee een constante elektrische spanning omgezet wordt in een blokvormige gelijkspanning door de stroom cyclisch te onderbreken, om die vervolgens met een transformator naar een andere spanning te transformeren. In de meeste toepassingen is de mechanische chopper vervangen door een getransistoriseerde schakeling.
Wil men bijvoorbeeld een lamp kunnen dimmen, dan moet het effectieve vermogen van de lamp verminderd worden. Dat kan op verschillende manieren.
- Men kan een weerstand in serieschakeling met de lamp zetten, maar die weerstand verbruikt zelf ook energie en kan zeer heet worden.
- Men kan een aantal lampen in serie zetten; die lampen moeten dan echter wel beschikbaar zijn.
- Men kan met een regeltransformator of variac de spanning verminderen; een transformator is echter groot en vrij kostbaar en werkt alleen bij wisselspanning.
- Men kan de spanning heel snel aan- en uitschakelen en de aan/uit-tijd variëren, waardoor het effectief vermogen afneemt. Deze techniek is mogelijk met moderne elektronica en het centrale onderdeel is de thyristor, triac of MOSFET, zie faseaansnijding en pulsbreedtemodulatie.

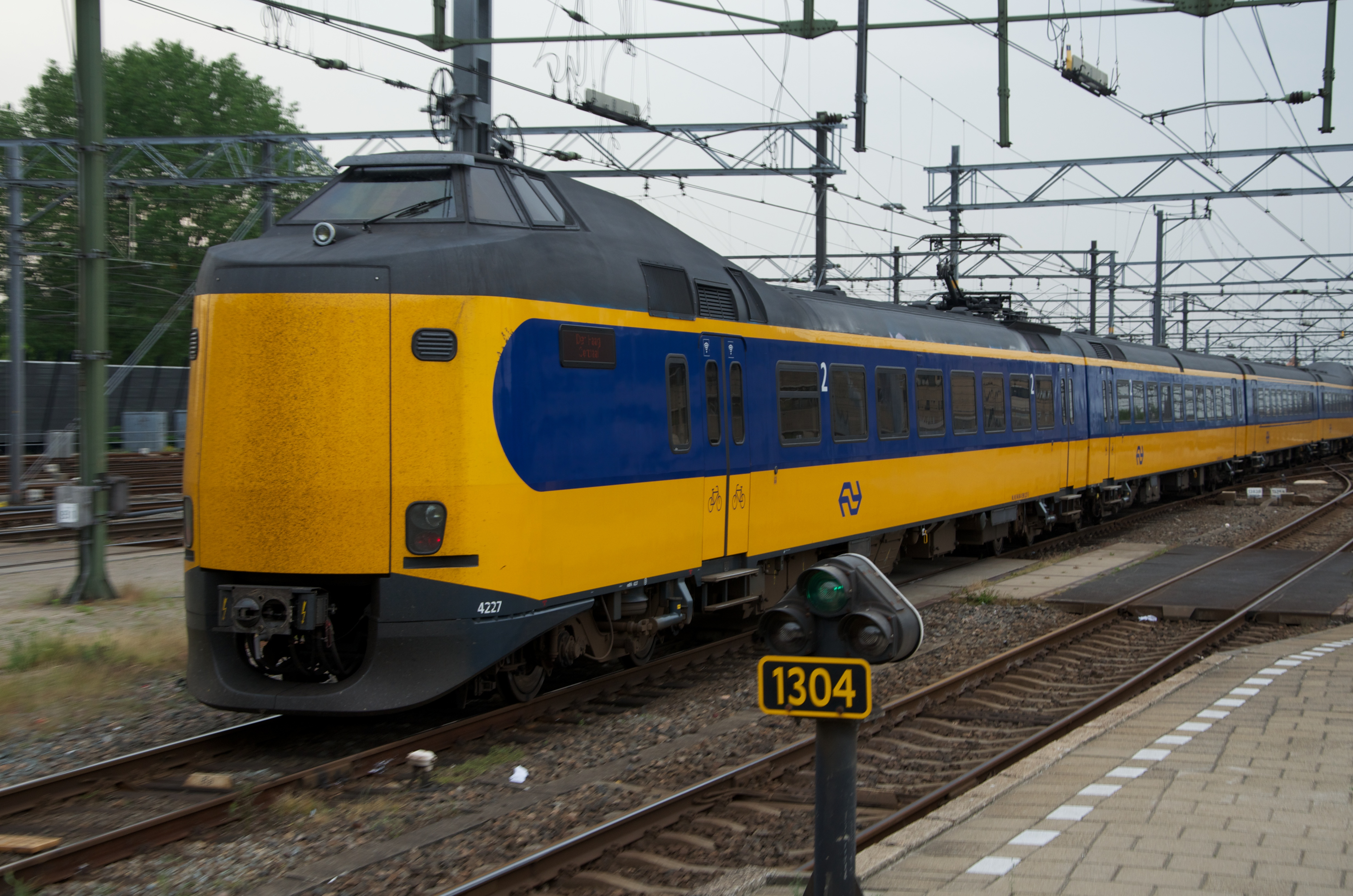
ICM (intercitymaterieel) rijdt vanaf de tweede serie met choppers

Een moderne dimmer, die in huis kan worden ingebouwd in plaats van een schakelaar, werkt als een chopper. De constante aan- en uitschakeling is soms hoorbaar als een zachte bromtoon.
Bij elektrische treinen en trams wordt voor de motorsturing onder meer gebruikgemaakt van choppers, waar vroeger weerstanden en serie/parallelschakelingen gebruikt werden. Het Intercitymaterieel van de NS rijdt met twee of drie choppers.